# سرگئی گورشکوف
سرگئی گورشکوف (روسی: Серге́й Георгиевич Горшков؛ ۲۶ فوریهٔ ۱۹۱۰ – ۱۳ مهٔ ۱۹۸۸) دریابد ناوگان اهل اتحاد جماهیر شوروی بود. او بین سال‌های ۱۹۵۶ تا ۱۹۸۵ فرمانده نیروی دریایی شوروی بود و در حدود سه دهه از زمان جنگ سرد مسئولیت مدیریت و توسعه ناوگان دریایی شوروی را برعهده داشت.
وی همچنین برندهٔ جوایزی همچون نشان پرچم سرخ، مدال دفاع از اودسا، مدال دفاع از قفقاز، مدال آزادسازی بلگراد، قهرمان اتحاد شوروی، نشان انقلاب اکتبر، جایزه لنین، نشان لنین، جایزه دولتی اتحاد شوروی، مدال ستاره طلایی، و مدال تسخیر بوداپست شده‌است.